# Multi-Dimensional Warrior
Multi-Dimensional Warrior é uma coletânea lançada em 14 de outubro de 2008 pela banda americana Santana. Chegou à 82ª posição na parada The Billboard 200.

## Faixas

### Disco  1
1. "Let There Be Light" - 2:30
2. "Brotherhood - 2:26
3. "Spirit - 5:05
4. "Right Now - 6:00
5. "Life Is for Living - 4:41
6. "Saja/Right On - 8:51
7. "Somewhere in Heaven - 3:25
8. "I Believe it’s Time - 4:20
9. "Serpents and Doves - 5:03
10. "Your Touch - 6:35
11. "I'll Be Waiting - 5:18
12. "The River - 4:54
13. "Bailando/Aquatic Park - 5:45
14. "Praise - 4:42

### Disco 2
1. "Curación (Sunlight On Water) - 4:47
2. "Aqua Marine - 5:33
3. "Bella - 4:28
4. "Love Is You - 3:58
5. "Full Moon - 5:01
6. "Blues Latino - 5:53
7. "Samba Pa Ti - 4:43
8. "Europa - 5:04
9. "El Farol - 4:51
10. "En Aranjuez Con Tu Amor - 6:04
11. "Luz, Amor Y Vida - 5:08
12. "I Love You Much Too Much - 4:44
13. "Blues for Salvador - 5:58
14. "Victory Is Won - 5:21